# تداعيات أمن المطارات بسبب هجمات 11 سبتمبر
بعد هجمات 11 سبتمبر, كانت هناك دعوة فورية للعمل فيما يتعلق بحالة تدابير أمن الطيران حيث تمكن الخاطفون المتورطون في 11 سبتمبر من المرور بنجاح عبر الأمن وتولي قيادة الطائرة. كشفت الإجراءات الأمنية الحالية عن أكثر من نصف الخاطفين التسعة عشر في الحادي عشر من سبتمبر. ومع ذلك, تم السماح لهم بالصعود إلى الطائرة لأنه لم يتم العثور على أي متفجرات في حقائبهم. في الأشهر والسنوات التي أعقبت 11 سبتمبر 2001, تم إصلاح الأمن في العديد من المطارات في جميع أنحاء العالم لردع مؤامرات إرهابية مماثلة.

## التغييرات في أمن المطار
قبل 11 سبتمبر 2001, تم توفير فحص المطار في الولايات المتحدة من قبل شركات الأمن الخاصة التي تعاقدت مع شركة الطيران أو المطار. في نوفمبر 2001, تم تقديم إدارة أمن النقل (TSA) لتتولى جميع الوظائف الأمنية لمطارات البلاد. زادت إدارة أمن المواصلات عدد وكلاء الأمن العاملين من 16,200 إلى 56,000 وزادت تعويضاتهم. بالإضافة إلى ذلك, قاموا بإصلاح تدريب هؤلاء العملاء. قبل الحادي عشر من سبتمبر, كان موظفو الأمن متدربين بشكل عام بوقت تدريب مدته 12 ساعة قبل 11 سبتمبر؛ بعد ذلك, تمت زيادة هذا التدريب إلى أكثر من 100 ساعة. كما قاموا بتنفيذ اختبارات التحقق من التدريب من خلال عرض صور لأجسام محظورة على الآلات لمعرفة ما إذا كان سيتمكن العمال من التعرف عليها. تمت مراجعة عملية الفحص الأمني الفعلية أيضًا بعد 11 سبتمبر. أصبح الفحص المسبق للركاب معياريًا وزادت نسبة الأمتعة التي تم فحصها بحثًا عن المتفجرات من 5% تقريبًا إلى 100% في بعض البلدان, على سبيل المثال, السويد والنرويج وفنلندا, لم تكن هناك عمليات تفتيش أمنية عشوائية أو فقط عمليات تفتيش أمنية عشوائية للرحلات الداخلية في عام 2001 وما قبله. في 11 سبتمبر أو بعد ذلك بسرعة, تم اتخاذ قرارات لإجراء فحوصات أمنية كاملة هناك. تم تنفيذه على الفور حيثما كان ذلك ممكنًا, ولكن استغرق تنفيذه من عام إلى عامين في كل مكان نظرًا لأن المحطات لم تكن معدة في كثير من الأحيان مع وجود مساحة لذلك. أدخلت TSA أيضًا تغييرات على الطائرات نفسها, بما في ذلك أبواب قمرة القيادة والمضادة للرصاص والمقاتلين الجويين والتي أصبحت قياسية في طائرات الركاب التجارية.

### تحسين الأمن على متن الطائرات
أبواب قمرة القيادة في العديد من الطائرات مقواة ومضادة للرصاص لمنع الوصول غير المصرح به. يُمنع الركاب الآن من دخول قمرة القيادة أثناء الرحلة. بعض الطائرات مجهزة أيضًا بكاميرات CCTV, بحيث يمكن للطيارين مراقبة نشاط المقصورة. يُسمح للطيارين الآن بحمل الأسلحة النارية, لكن يجب تدريبهم وترخيصهم. في الولايات المتحدة, تم وضع المزيد من حراس الطائرات على متن الرحلات الجوية لتحسين الأمن.

### تحسين الفحص الأمني
في 11 سبتمبر / أيلول, قام الخاطفون خالد المحضار، وماجد موقد، ونواف الحازمي, بتفجير جهاز الكشف عن المعادن. على الرغم من فحصهم بجهاز كشف محمول باليد, تم تمرير الخاطفين. وأظهرت لقطات مصورة لكاميرات المراقبة الأمنية في وقت لاحق أن بعض الخاطفين لديهم ما يبدو أنه قواطع مربعة مثبتة في جيوبهم الخلفية. سُمح بقطع الصناديق والسكاكين الصغيرة المماثلة على متن طائرات معينة في ذلك الوقت.
تم تشديد التفتيش في نقاط التفتيش في المطارات بشكل كبير منذ عام 2001, ويتم تدريب أفراد الأمن بشكل أكثر دقة على اكتشاف الأسلحة أو المتفجرات. بالإضافة إلى أجهزة الكشف عن المعادن القياسية, تستخدم العديد من المطارات الأمريكية الآن آلات مسح لكامل الجسم, حيث يتم فحص الركاب باستخدام تقنية الموجات المليمترية للتحقق من وجود أسلحة أو متفجرات مخفية محتملة على أفرادهم.  في البداية, أثارت أجهزة مسح الجسم المبكرة قدرًا كبيرًا من الجدل لأن الصور التي تنتجها الآلات اعتبرت رسومية وتدخلية. اعتبر الكثيرون هذا انتهاكًا للخصوصية الشخصية, حيث عُرض على أجهزة فحص TSA بشكل أساسي صورة لجسد كل راكب عارٍ. منذ ذلك الحين, تم تقديم أحدث ماسحات ضوئية للجسم والتي لا تنتج صورة, ولكنها تنبه أجهزة فحص TSA لمناطق على الجسم حيث قد يتم إخفاء عنصر أو مادة غير معروفة. يقوم فاحص أمان TSA بعد ذلك بفحص المنطقة (المناطق) المشار إليها يدويًا.

### عمليات التحقق من الهوية
في 11 سبتمبر, كان بعض الخاطفين يفتقرون إلى بطاقات الهوية الصحيحة, ومع ذلك سُمح لهم بالصعود إلى الطائرة بسبب وجودهم على متن طائرة محلية. بعد 11 سبتمبر, يجب أن يكون لدى جميع الركاب الذين تبلغ أعمارهم 18 عامًا أو أكثر في الولايات المتحدة بطاقة هوية سارية المفعول صادرة عن الحكومة من أجل السفر بالطائرة. قد تتحقق المطارات من هوية أي مسافر (وموظف) في أي وقت للتأكد من تطابق التفاصيل الموجودة في بطاقة الهوية مع تلك الموجودة في بطاقة الصعود إلى الطائرة المطبوعة. فقط في ظروف استثنائية يمكن للفرد السفر بدون هوية صالحة. إذا تمت الموافقة على السفر بدون بطاقة هوية, فسيخضع الفرد لفحص إضافي لشخصه وعناصره المحمولة.  لا تملك إدارة أمن المواصلات القدرة على إجراء فحوصات خلفية للركاب عند نقاط التفتيش. المناطق الحساسة في المطارات, بما في ذلك منحدرات المطارات والأماكن التشغيلية, محظورة من عامة الناس. تتطلب هذه المساحات, التي يطلق عليها SIDA (منطقة عرض تعريف الأمان) في الولايات المتحدة, مؤهلات خاصة للدخول.
طالبت لائحة الاتحاد الأوروبي شركات الطيران بالتأكد من أن الشخص الذي يصعد على متن الطائرة هو نفس الشخص الذي قام بتسجيل أمتعته؛ تم تنفيذ ذلك من خلال التحقق من هوية الفرد عند تسجيل الأمتعة وعند الصعود على متن الطائرة.
تقوم بعض البلدان أيضًا ببصمات أصابع المسافرين أو استخدام مسح شبكية العين وقزحية العين للمساعدة في الكشف عن المجرمين المحتملين, على الرغم من أن هذا يتعلق في الغالب باكتشاف انتهاكات الهجرة من قبل الركاب الوافدين بدلاً من الفحص الأمني للمسافرين المتجهين إلينا.

## نقد
فيما يتعلق بحادث تحطم رحلة جرمان وينغز الرحلة 9525 لعام 2015, وهو انتحار بواسطة طيار حيث لم يتمكن القبطان من استعادة الوصول إلى سطح الطائرة, فقد ذكر البعض أن ميزات الأمان المضافة إلى الطائرات التجارية بعد 11 سبتمبر تعمل في الواقع ضد سلامة مثل هذه الطائرات.

### دعوى قضائية
في عام 2003, رفع جون جيلمور دعوى قضائية ضد شركة يونايتد إيرلاينز, وساوث وست إيرلاينز، والمدعي العام الأمريكي آنذاك جون آشكروفت, بحجة أن مطالبة الركاب بإظهار هويتهم قبل ركوب الرحلات الداخلية هي بمثابة جواز سفر داخلي, وهي غير دستورية. خسر جيلمور القضية, المعروفة باسم جيلمور في. جونزاليس, ورفض استئناف أمام المحكمة العليا الأمريكية.

## أنظر أيضا
- أمن المطار